# En god Maske
En god Maske (også kendt som Naar Masken falder) er en dansk stum komediefilm fra 1912 produceret af Nordisk Films Kompagni og instrueret af Eduard Schnedler-Sørensen efter manuskript af Flemming Algren Ussing.
Filmen havde dansk biografpremiere den 10. maj 1912 i Biografen i Esbjerg. Den blev i distribueret i engelsktalende lande som A Good Make-up. I Sverige og i Finland blev den distribueret som En bra Mask og Mainio naamio.

## Handling
Denne artikel mangler et handlingsreferat. Hjælp os med at skrive det.

## Medvirkende
- Carl Alstrup som skuespilleren Edvard Borg
- Frederik Buch som Indbrudstyv
- Aage Lorentzen som Betjent